# Château de la Robinais
Le château de la Robinais est situé sur la commune de Bain-de-Bretagne, dans le département d'Ille-et-Vilaine.

## Historique
Au XVe siècle, la seigneurie de la Robinais était possession des La Rivière, puis elle passa aux Cheveigné de Coësmes et aux Cros.
En 1680, après la mort de Paul Cros, le château passe à la famille Le Gonidec, sieurs des Aulnays, puis par héritage aux Fabroni de La Préjenterie. Le comte Benjamin Henri de Fabroni le vend en 1781 à Pelage de Coniac. 
Le monument fait l’objet d’une inscription au titre des monuments historiques depuis le 23 décembre 1992.